# Ibrahima Mbaye (acteur)
Pour les articles homonymes, voir Ibrahima Mbaye et Mbaye.
Ibrahima Mbaye, appelé également Ibrahima Mbaye Tchié, est un acteur sénégalais, né le 9 août 1974 à Dakar.

## Biographie
Ibrahima Mbaye  obtient un 1er Prix en Tragédie dans le rôle d'Hamlet. à l'issue de sa formation, de 1995 à 1999, à l'École Nationale des Arts /Section Art dramatique.
Il est pensionnaire du Théâtre national Daniel-Sorano (Dakar).

## Distinctions
En 2019 Ibrahima Mbaye est promu au grade de chevalier dans l’Ordre national du lion du Sénégal.
Douta d’Or du meilleur comédien aux trophées du théâtre sénégalais de Dakar, Sénégal ( 2010 )
Prix 2010 du meilleur second rôle masculin au Festival du cinéma africain de Khouribga, Maroc pour le film En attendant le vote... de Missa Hébié
Prix d’interprétation masculine au Toukountchi festival de cinéma du Niger de Niamey, Niger pour le film OrDur de Momar Talla Kandji 

## Filmographie

### Cinéma
- 1994 : Twist à Popenguine : Eddy
- 2001 : Karmen : Sidar
- 2001 : Ainsi meurent les anges
- 2002 : Madame Brouette : Boy Tche
- 2004 : Mbarane
- 2005 : L'Appel des arènes : Sory
- 2005 : Bul déconné !
- 2007 : Téranga Blues : Maxu
- 2007 : France-Brésil et autres histoires... : le père
- 2009 : L'Absence : Djibril
- 2009 : Les Feux de Mansaré : Mathias
- 2009 : Ramata : Ngor
- 2009 : Black : Lamine
- 2011 : En attendant le vote... : Macledio
- 2011 : Kënu
- 2013 : Dakar Trottoirs : Inspecteur Diop
- 2016 : Wùlu : Driss
- 2016 : La Promesse : Babacar
- 2016 : La Boxeuse
- 2018 : Les Larmes de mon peuple
- 2018 : Ordur
- 2018 : Yao : le délégué général
- 2019 : Atlantique : Commissaire Sy
- 2019 : Colombine : Capitaine Niang
- 2022 : Xalé, les Blessures de l'enfance : Atoumane
- 2024 : Ni chaînes ni maîtres : Massamba

### Télévision
- 2011 : Pir'Art : Samsou
- 2012 : Les Pirogues des hautes terres : Nar Sène
- 2012 : Adouna, la vie, le monde : Moussa
- 2019 : Sakho & Mangane : Vicieux (2 épisodes)
- 2020 : Wara : Lamine (1 épisode)
- 2020 : Black and White : Omar
- 2020-2021 : L'Or de Ninki Nanka : Batch